# أم الأتل
أم الأتل منطقة أثرية في الركن الشمالي الشرقي من محافظة الفيوم في مصر،  وهي منطقة أثرية تبلغ مساحتها حوالي 50 هكتار أي 119 فدان تقريبآ زدهرت في العصر اليوناني-الروماني.

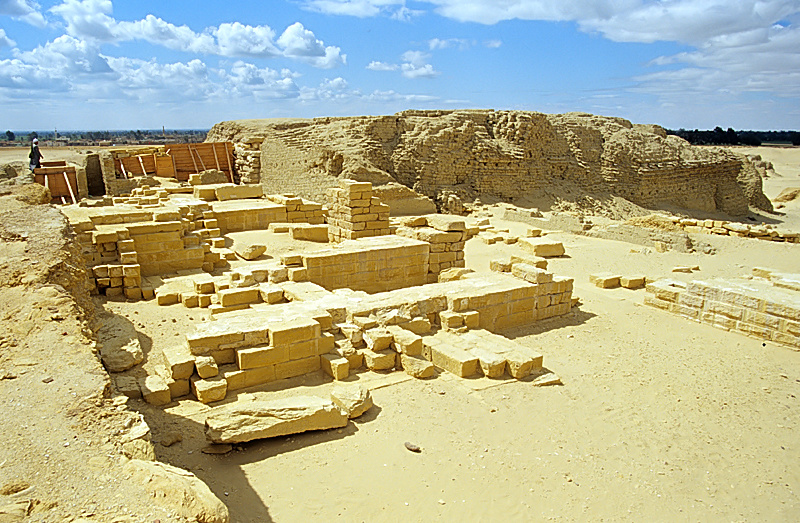
أطلال معبد بأم الأثل